# Divisiones administrativas de Anhui
Anhui, provincia de la República Popular China, consta de las siguientes divisiones administrativas:
- 17 divisiones de nivel de prefectura, todas ellas ciudades-prefectura.
- 105 divisiones de nivel de condado;
  - 5 ciudades-condado;
  - 56 condados;
  - 44 Distritos;
- 1.936 divisiones de nivel de municipio: 
  - 997 ciudades;
  - 710 municipios;
  - 9 municipios étnicos;
  - 220 subdistritos.

La siguiente tabla lista sólo las divisiones de nivel de prefectura y de nivel de condado:
| Nivel de prefectura                                    | Nivel de condado         | Nivel de condado | Nivel de condado |
| Nivel de prefectura                                    | Nombre                   | Chino (S)        | Pinyin           |
| ------------------------------------------------------ | ------------------------ | ---------------- | ---------------- |
| Ciudad-prefectura de Hefei 合肥市 Héféi Shì            | Distrito de Luyang       | 庐阳区           | Lúyáng Qū        |
| Ciudad-prefectura de Hefei 合肥市 Héféi Shì            | Distrito de Yaohai       | 瑶海区           | Yáohǎi Qū        |
| Ciudad-prefectura de Hefei 合肥市 Héféi Shì            | Distrito de Shushan      | 蜀山区           | Shǔshān Qū       |
| Ciudad-prefectura de Hefei 合肥市 Héféi Shì            | Distrito de Baohe        | 包河区           | Bāohé Qū         |
| Ciudad-prefectura de Hefei 合肥市 Héféi Shì            | Condado de Changfeng     | 长丰县           | Chángfēng Xiàn   |
| Ciudad-prefectura de Hefei 合肥市 Héféi Shì            | Condado de Feidong       | 肥东县           | Féidōng Xiàn     |
| Ciudad-prefectura de Hefei 合肥市 Héféi Shì            | Condado de Feixi         | 肥西县           | Féixī Xiàn       |
| Ciudad-prefectura de Suzhou 宿州市 Sùzhōu Shì          | Distrito de Yongqiao     | 埇桥区           | Yǒngqiáo Qū      |
| Ciudad-prefectura de Suzhou 宿州市 Sùzhōu Shì          | Condado de Dangshan      | 砀山县           | Dàngshān Xiàn    |
| Ciudad-prefectura de Suzhou 宿州市 Sùzhōu Shì          | Condado de Xiao          | 萧县             | Xiāo Xiàn        |
| Ciudad-prefectura de Suzhou 宿州市 Sùzhōu Shì          | Condado de Lingbi        | 灵璧县           | Língbì Xiàn      |
| Ciudad-prefectura de Suzhou 宿州市 Sùzhōu Shì          | Condado de Si            | 泗县             | Sì Xiàn          |
| Ciudad-prefectura de Huaibei 淮北市 Huáiběi Shì        | Distrito de Xiangshan    | 相山区           | Xiàngshān Qū     |
| Ciudad-prefectura de Huaibei 淮北市 Huáiběi Shì        | Distrito de Duji         | 杜集区           | Dùjí Qū          |
| Ciudad-prefectura de Huaibei 淮北市 Huáiběi Shì        | Distrito de Lieshan      | 烈山区           | Lièshān Qū       |
| Ciudad-prefectura de Huaibei 淮北市 Huáiběi Shì        | Condado de Suixi         | 濉溪县           | Suīxī Xiàn       |
| Ciudad-prefectura de Fuyang 阜阳市 Fùyáng Shì          | Distrito de Yingzhou     | 颍州区           | Yǐngzhōu Qū      |
| Ciudad-prefectura de Fuyang 阜阳市 Fùyáng Shì          | Distrito de Yingdong     | 颍东区           | Yǐngdōng Qū      |
| Ciudad-prefectura de Fuyang 阜阳市 Fùyáng Shì          | Distrito de Yingquan     | 颍泉区           | Yǐngquán Qū      |
| Ciudad-prefectura de Fuyang 阜阳市 Fùyáng Shì          | Jieshou City             | 界首市           | Jièshǒu Shì      |
| Ciudad-prefectura de Fuyang 阜阳市 Fùyáng Shì          | Condado de Linquan       | 临泉县           | Línquán Xiàn     |
| Ciudad-prefectura de Fuyang 阜阳市 Fùyáng Shì          | Condado de Taihe         | 太和县           | Tàihé Xiàn       |
| Ciudad-prefectura de Fuyang 阜阳市 Fùyáng Shì          | Condado de Funan         | 阜南县           | Fùnán Xiàn       |
| Ciudad-prefectura de Fuyang 阜阳市 Fùyáng Shì          | Condado de Yingshang     | 颍上县           | Yǐngshàng Xiàn   |
| Ciudad-prefectura de Bozhou 亳州市 Bózhōu Shì          | Distrito de Qiaocheng    | 谯城区           | Qiáochéng Qū     |
| Ciudad-prefectura de Bozhou 亳州市 Bózhōu Shì          | Condado de Woyang        | 涡阳县           | Wōyáng Xiàn      |
| Ciudad-prefectura de Bozhou 亳州市 Bózhōu Shì          | Condado de Mengcheng     | 蒙城县           | Méngchéng Xiàn   |
| Ciudad-prefectura de Bozhou 亳州市 Bózhōu Shì          | Condado de Lixin         | 利辛县           | Lìxīn Xiàn       |
| Ciudad-prefectura de Bengbu 蚌埠市 Bèngbù Shì          | Distrito de Bengshan     | 蚌山区           | Bèngshān Qū      |
| Ciudad-prefectura de Bengbu 蚌埠市 Bèngbù Shì          | Distrito de Longzihu     | 龙子湖区         | Lóngzǐhú Qū      |
| Ciudad-prefectura de Bengbu 蚌埠市 Bèngbù Shì          | Distrito de Yuhui        | 禹会区           | Yǔhuì Qū         |
| Ciudad-prefectura de Bengbu 蚌埠市 Bèngbù Shì          | Distrito de Huaishang    | 淮上区           | Huáishàng Qū     |
| Ciudad-prefectura de Bengbu 蚌埠市 Bèngbù Shì          | Condado de Huaiyuan      | 怀远县           | Huáiyuǎn Xiàn    |
| Ciudad-prefectura de Bengbu 蚌埠市 Bèngbù Shì          | Condado de Wuhe          | 五河县           | Wǔhé Xiàn        |
| Ciudad-prefectura de Bengbu 蚌埠市 Bèngbù Shì          | Condado de Guzhen        | 固镇县           | Gùzhèn Xiàn      |
| Ciudad-prefectura de Huainan 淮南市 Huáinán Shì        | Distrito de Tianjia'an   | 田家庵区         | Tiánjiā'ān Qū    |
| Ciudad-prefectura de Huainan 淮南市 Huáinán Shì        | Distrito de Datong       | 大通区           | Dàtōng Qū        |
| Ciudad-prefectura de Huainan 淮南市 Huáinán Shì        | Distrito de Xiejiaji     | 谢家集区         | Xièjiājí Qū      |
| Ciudad-prefectura de Huainan 淮南市 Huáinán Shì        | Distrito de Bagongshan   | 八公山区         | Bāgōngshān Qū    |
| Ciudad-prefectura de Huainan 淮南市 Huáinán Shì        | Distrito de Panji        | 潘集区           | Pānjí Qū         |
| Ciudad-prefectura de Huainan 淮南市 Huáinán Shì        | Condado de Fengtai       | 凤台县           | Fèngtái Xiàn     |
| Ciudad-prefectura de Chuzhou 滁州市 Chúzhōu Shì        | Distrito de Langya       | 琅琊区           | Lángyá Qū        |
| Ciudad-prefectura de Chuzhou 滁州市 Chúzhōu Shì        | Distrito de Nanqiao      | 南谯区           | Nánqiáo Qū       |
| Ciudad-prefectura de Chuzhou 滁州市 Chúzhōu Shì        | Mingguang City           | 明光市           | Míngguāng Shì    |
| Ciudad-prefectura de Chuzhou 滁州市 Chúzhōu Shì        | Tianchang City           | 天长市           | Tiāncháng Shì    |
| Ciudad-prefectura de Chuzhou 滁州市 Chúzhōu Shì        | Condado de Lai'an        | 来安县           | Lái'ān Xiàn      |
| Ciudad-prefectura de Chuzhou 滁州市 Chúzhōu Shì        | Condado de Quanjiao      | 全椒县           | Quánjiāo Xiàn    |
| Ciudad-prefectura de Chuzhou 滁州市 Chúzhōu Shì        | Condado de Dingyuan      | 定远县           | Dìngyuǎn Xiàn    |
| Ciudad-prefectura de Chuzhou 滁州市 Chúzhōu Shì        | Condado de Fengyang      | 凤阳县           | Fèngyáng Xiàn    |
| Ciudad-prefectura de Ma'anshan 马鞍山市 Mǎ'ānshān Shì  | Distrito de Yushan       | 雨山区           | Yǔshān Qū        |
| Ciudad-prefectura de Ma'anshan 马鞍山市 Mǎ'ānshān Shì  | Distrito de Huashan      | 花山区           | Huāshān Qū       |
| Ciudad-prefectura de Ma'anshan 马鞍山市 Mǎ'ānshān Shì  | Distrito de Jinjiazhuang | 金家庄区         | Jīnjiāzhuāng Qū  |
| Ciudad-prefectura de Ma'anshan 马鞍山市 Mǎ'ānshān Shì  | Condado de Dangtu        | 当涂县           | Dāngtú Xiàn      |
| Ciudad-prefectura de Wuhu 芜湖市 Wúhú Shì              | Distrito de Jinghu       | 镜湖区           | Jìnghú Qū        |
| Ciudad-prefectura de Wuhu 芜湖市 Wúhú Shì              | Distrito de Sanshan      | 三山区           | Sānshān Qū       |
| Ciudad-prefectura de Wuhu 芜湖市 Wúhú Shì              | Distrito de Jiujiang     | 鸠江区           | Jiūjiāng Qū      |
| Ciudad-prefectura de Wuhu 芜湖市 Wúhú Shì              | Distrito de Yijiang      | 弋江区           | Yìjiāng Qū       |
| Ciudad-prefectura de Wuhu 芜湖市 Wúhú Shì              | Condado de Wuhu          | 芜湖县           | Wúhú Xiàn        |
| Ciudad-prefectura de Wuhu 芜湖市 Wúhú Shì              | Condado de Fanchang      | 繁昌县           | Fánchāng Xiàn    |
| Ciudad-prefectura de Wuhu 芜湖市 Wúhú Shì              | Condado de Nanling       | 南陵县           | Nánlíng Xiàn     |
| Ciudad-prefectura de Tongling 铜陵市 Tónglíng Shì      | Distrito de Tongguanshan | 铜官山区         | Tóngguānshān Qū  |
| Ciudad-prefectura de Tongling 铜陵市 Tónglíng Shì      | Distrito de Shizishan    | 狮子山区         | Shīzishān Qū     |
| Ciudad-prefectura de Tongling 铜陵市 Tónglíng Shì      | Distrito de Jiaoqu       | 郊区             | Jiāo Qū          |
| Ciudad-prefectura de Tongling 铜陵市 Tónglíng Shì      | Condado de Tongling      | 铜陵县           | Tónglíng Xiàn    |
| Ciudad-prefectura de Anqing 安庆市 Ānqìng Shì          | Distrito de Yingjiang    | 迎江区           | Yíngjiāng Qū     |
| Ciudad-prefectura de Anqing 安庆市 Ānqìng Shì          | Distrito de Daguan       | 大观区           | Dàguān Qū        |
| Ciudad-prefectura de Anqing 安庆市 Ānqìng Shì          | Distrito de Yixiu        | 宜秀区           | Yíxiù Qū         |
| Ciudad-prefectura de Anqing 安庆市 Ānqìng Shì          | Tongcheng City           | 桐城市           | Tóngchéng Shì    |
| Ciudad-prefectura de Anqing 安庆市 Ānqìng Shì          | Condado de Huaining      | 怀宁县           | Huáiníng Xiàn    |
| Ciudad-prefectura de Anqing 安庆市 Ānqìng Shì          | Condado de Zongyang      | 枞阳县           | Zōngyáng Xiàn    |
| Ciudad-prefectura de Anqing 安庆市 Ānqìng Shì          | Condado de Qianshan      | 潜山县           | Qiánshān Xiàn    |
| Ciudad-prefectura de Anqing 安庆市 Ānqìng Shì          | Condado de Taihu         | 太湖县           | Tàihú Xiàn       |
| Ciudad-prefectura de Anqing 安庆市 Ānqìng Shì          | Condado de Susong        | 宿松县           | Sùsōng Xiàn      |
| Ciudad-prefectura de Anqing 安庆市 Ānqìng Shì          | Condado de Wangjiang     | 望江县           | Wàngjiāng Xiàn   |
| Ciudad-prefectura de Anqing 安庆市 Ānqìng Shì          | Condado de Yuexi         | 岳西县           | Yuèxī Xiàn       |
| Ciudad-prefectura de Huangshan 黄山市 Huángshān Shì    | Distrito de Tunxi        | 屯溪区           | Túnxī Qū         |
| Ciudad-prefectura de Huangshan 黄山市 Huángshān Shì    | Distrito de Huangshan    | 黄山区           | Huángshān Qū     |
| Ciudad-prefectura de Huangshan 黄山市 Huángshān Shì    | Distrito de Huizhou      | 徽州区           | Huīzhōu Qū       |
| Ciudad-prefectura de Huangshan 黄山市 Huángshān Shì    | Condado de She           | 歙县             | Shè Xiàn         |
| Ciudad-prefectura de Huangshan 黄山市 Huángshān Shì    | Condado de Xiuning       | 休宁县           | Xiūníng Xiàn     |
| Ciudad-prefectura de Huangshan 黄山市 Huángshān Shì    | Condado de Yi            | 黟县             | Yī Xiàn          |
| Ciudad-prefectura de Huangshan 黄山市 Huángshān Shì    | Condado de Qimen         | 祁门县           | Qímén Xiàn       |
| Ciudad-prefectura de Lu'an 六安市 Lù'ān Shì not Liù'ān | Distrito de Jin'an       | 金安区           | Jīn'ān Qū        |
| Ciudad-prefectura de Lu'an 六安市 Lù'ān Shì not Liù'ān | Distrito de Yu'an        | 裕安区           | Yù'ān Qū         |
| Ciudad-prefectura de Lu'an 六安市 Lù'ān Shì not Liù'ān | Condado de Shou          | 寿县             | Shòu Xiàn        |
| Ciudad-prefectura de Lu'an 六安市 Lù'ān Shì not Liù'ān | Condado de Huoqiu        | 霍邱县           | Huòqiū Xiàn      |
| Ciudad-prefectura de Lu'an 六安市 Lù'ān Shì not Liù'ān | Condado de Shucheng      | 舒城县           | Shūchéng Xiàn    |
| Ciudad-prefectura de Lu'an 六安市 Lù'ān Shì not Liù'ān | Condado de Jinzhai       | 金寨县           | Jīnzhài Xiàn     |
| Ciudad-prefectura de Lu'an 六安市 Lù'ān Shì not Liù'ān | Condado de Huoshan       | 霍山县           | Huòshān Xiàn     |
| Ciudad-prefectura de Chaohu 巢湖市 Cháohú Shì          | Distrito de Juchao       | 居巢区           | Jūcháo Qū        |
| Ciudad-prefectura de Chaohu 巢湖市 Cháohú Shì          | Condado de Lujiang       | 庐江县           | Lújiāng Xiàn     |
| Ciudad-prefectura de Chaohu 巢湖市 Cháohú Shì          | Condado de Wuwei         | 无为县           | Wúwéi Xiàn       |
| Ciudad-prefectura de Chaohu 巢湖市 Cháohú Shì          | Condado de Hanshan       | 含山县           | Hánshān Xiàn     |
| Ciudad-prefectura de Chaohu 巢湖市 Cháohú Shì          | Condado de He            | 和县             | Hé Xiàn          |
| Ciudad-prefectura de Chizhou 池州市 Chízhōu Shì        | Distrito de Guichi       | 贵池区           | Guìchí Qū        |
| Ciudad-prefectura de Chizhou 池州市 Chízhōu Shì        | Condado de Dongzhi       | 东至县           | Dōngzhì Xiàn     |
| Ciudad-prefectura de Chizhou 池州市 Chízhōu Shì        | Condado de Shitai        | 石台县           | Shítái Xiàn      |
| Ciudad-prefectura de Chizhou 池州市 Chízhōu Shì        | Condado de Qingyang      | 青阳县           | Qīngyáng Xiàn    |
| Ciudad-prefectura de Xuancheng 宣城市 Xuānchéng Shì    | Distrito de Xuanzhou     | 宣州区           | Xuānzhōu Qū      |
| Ciudad-prefectura de Xuancheng 宣城市 Xuānchéng Shì    | Ningguo City             | 宁国市           | Níngguó Shì      |
| Ciudad-prefectura de Xuancheng 宣城市 Xuānchéng Shì    | Condado de Langxi        | 郎溪县           | Lángxī Xiàn      |
| Ciudad-prefectura de Xuancheng 宣城市 Xuānchéng Shì    | Condado de Guangde       | 广德县           | Guǎngdé Xiàn     |
| Ciudad-prefectura de Xuancheng 宣城市 Xuānchéng Shì    | Condado de Jing          | 泾县             | Jīng Xiàn        |
| Ciudad-prefectura de Xuancheng 宣城市 Xuānchéng Shì    | Condado de Jingde        | 旌德县           | Jīngdé Xiàn      |
| Ciudad-prefectura de Xuancheng 宣城市 Xuānchéng Shì    | Condado de Jixi          | 绩溪县           | Jìxī Xiàn        |

- Datos: Q5811673